# 罗扎利娅·胡斯蒂
罗扎利娅·胡斯蒂（羅馬尼亞語：Rozalia Husti，1964年1月28日—），旧姓奥罗斯（Oros），罗马尼亚、德国女子击剑运动员。她曾代表罗马尼亚参加1984年夏季奥林匹克运动会击剑比赛，获得女子团体花剑银牌。